# Liga Mistrzów Strongman 2008: Sofia
Liga Mistrzów Strongman 2008: Sofia – indywidualne, czwarte w 2008 r. zawody siłaczy z cyklu Ligi Mistrzów Strongman.
Data: 22 czerwca 2008 r.

Miejsce: Sofia  Bułgaria
WYNIKI ZAWODÓW:
| Miejsce | Zawodnik          | Kraj      | Punkty |
| ------- | ----------------- | --------- | ------ |
| 1.      | Andrus Murumets   | Estonia   | 62     |
| 2.      | Žydrūnas Savickas | Litwa     | 57     |
| 3.      | Ervin Katona      | Serbia    | 53     |
| 4.      | Stojan Todorczew  | Bułgaria  | 47     |
| 5.      | Agris Kazeļņiks   | Łotwa     | 43     |
| 6.      | Igor Pedan        | Rosja     | 42     |
| 7.      | Jani Illikainen   | Finlandia | 38,5   |
| 8.      | Ołeksandr Łaszyn  | Ukraina   | 30     |
| 9.      | Simon Sulaiman    | Syria     | 25,5   |
| 10.     | Zsolt Szabó       | Węgry     | 22     |
| 11.     | Braňo Golier      | Słowacja  | 20,5   |
| 12.     | Zdrawko Zanew     | Bułgaria  | 19,5   |